# Wulfila
Wulfila (na gotskom znači vučić, mali vuk; 310.—388.; latinizirano Ulfilas) bio je gotski arijanski biskup i misionar koji je proveo određeno vrijeme u Rimskom Carstvu. Wulfila se zaredio i Eusebije Nikomedijski ga je posvetio za biskupa, nakon čega se Wulfila vratio među Gote da radi kao misionar i propovijeda kršćanstvo. 
Wulfila je preveo Bibliju s grčkog na gotski. Goti nisu imali pismo osim runa koje su rabljene u poganskim obredima, tako da je Wulfila adaptacijom grčkog alfabeta, uz uporabu latinskih slova i runa osmislio novo gotsko pismo. Dijelovi ovog prijevoda sačuvani su fragmentarno i poznati pod imenom Srebrni kodeks koji je u 6. stoljeću nastao u ostrogotskoj Italiji. Danas se ovaj rukopis nalazi u sveučilišnoj biblioteci u Švedskom gradu Uppsala.